# Give It to Me (píseň, Timbaland)
Give It to Me (Vzdej se mi) je píseň Timbalanda, se kterou mu pomohli Nelly Furtado a Justin Timberlake. Píseň pochází z jeho sólové desky Shock Value a vyšla v roce 2007.
Podle MediaTraffic je Give It to Me desátou nejúspěšnější písní roku 2007. A je nominována na cenu Grammy Award v kategorii Nejlepší spolupráce.

## Informace
Každý ze tří interpretů písně má v songu svůj part, refrén zpívá Nelly Furtado. Timbaland s oběma interprety spolupracoval i na jejich sólových albech, a proto si je přizval ke spolupráci i na svou desku.
V písni zpívá Furtado o svém sporu se zpěvačkou Fergie, kdy ji ve své písni Promiscuous nazvala promiskutní a ta ji to vrátila ihned v písni Fergalicious s tím, že to není pravda.
Timbaland řekl pro MTV, že ho k napsání písně inspiroval i jiný producent Scott Storch, se kterým v roce 2002 napsal Cry Me a River pro Justine Timberalkea a vedli o píseň spory.
Pro Justina Timberlake je píseň o slovním sporu se zpěvákem Princem, který jej slovně napadl během udílení cen Emmy, kdy vzpomněl neslavný incident během Super Bowlu, kdy odhalil nechtěně Timberlake Janet Jacksonové ňadro.

Píseň měla oficiálně premiéru 16. ledna 2007 na jednom americkém rádiu.

## Videoklip
Klip měl premiéru 26. února 2007 na MTV v pořadu TRL. Video zachycuje všechny tři umělce před předáváním cen Grammy Awards v roce 2007 a během nahrávání písně ve studiu.

## Úspěchy
V Billboard Hot 100 píseň debutovala na 87. místě v únoru 2007. Ten stejný týden vedla žebříček Nelly Furtado s písní Say It Right. V dubnu se song také dostal na první příčku hitparády.
Ve Velké Británii píseň debutovala na osmém místě, ale týden na to, už byla na místě prvním.
V České republice se píseň dostala do žebříčku IFPI v květnu a dostala se nejvýše na 4. místo.
| Země           | Umístění |
| -------------- | -------- |
| Austrálie      | 16       |
| Rakousko       | 3        |
| Kanada         | 1        |
| Chile          | 6        |
| Česko          | 4        |
| Dánsko         | 1        |
| Nizozemsko     | 8        |
| Evropa         | 1        |
| Irsko          | 2        |
| Itálie         | 8        |
| Finsko         | 6        |
| Francie        | 7        |
| Německo        | 3        |
| Nový Zéland    | 2        |
| Norsko         | 4        |
| Rusko          | 5        |
| Švýcarsko      | 6        |
| Velká Británie | 1        |
| USA            | 1        |